# Abdominoscopia
Abdominoscopia é um exame dos órgãos do abdome. É feito quase sempre por meio da endoscopia.